# Oldřich Hejl
Oldřich Hejl  (12. září 1910 Lomnice – 6. listopadu 1942 Vratislav) byl československý voják, dělostřelec, a za druhé světové války v letech 1939 a 1940 účastník domácího odboje coby člen Obrany národa na Uherskohradišťsku. Od roku 1940 byl až do své smrti politickým vězněm nacistického režimu, který jej nechal popravit.

## Mládí a studium

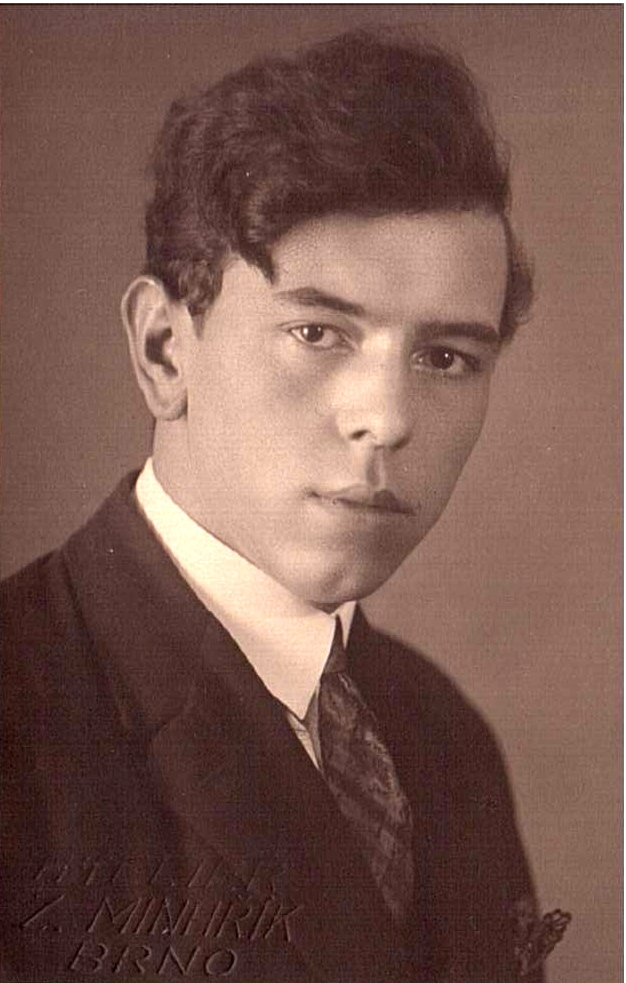
Oldřich Hejl v době studií na gymnáziu v Tišnově

Narodil se v Lomnici u Tišnova v domě č. 9 jako nejmladší syn (a třetí dítě) soukromého zámečníka Jakuba Hejla (21. května 1876 – 16. dubna 1951) a jeho manželky Aloisie, rozené Oulehlové (24. října 1882 – 2. listopadu 1977). V mládí byl mezi lety 1916 a 1922 žákem pětitřídní smíšené školy obecné v Lomnici. Od roku 1922 do roku 1926 studoval městské reformní reálné gymnázium v Tišnově. Po maturitě se rozhodl, po vzoru svého otce a staršího bratra Vladimíra, vyučit strojnickému řemeslu, a proto navštěvoval dvojtřídní všeobecnou živnostenskou školu pokračovací v Lomnici, jejímž ředitelem byl Bohumír Klement. V letech 1928 až 1932 studoval v Brně na Vyšší průmyslové škole elektrotechnické při první státní čsl. průmyslové škole. V roce 1930 vykonal zkoušku z řízení motorových vozidel.

## Vojenská kariéra
Vojenskou prezenční službu vykonával od 1. října 1932 do 29. března 1934 u sboru dělostřeleckého pluku 8 v Opavě. Ta ho natolik nadchla, že se rozhodl spojit svůj další život s československou armádou. Od března 1935 tudíž vykonával dobrovolnou další činnou službu u dělostřeleckého pluku 8 v Opavě. Aby se mohl stát vojákem z povolání, absolvoval školu na důstojníky v záloze v Opavě, a dle dekretu ministerstva národní obrany se od 1. března 1937 stal důstojníkem dělostřelectva z povolání. Tuto funkci vykonával až do 30. června 1939, kdy byl dle výnosu Vůdce a říšského kancléře Adolfa Hitlera propuštěn ze svazku bývalé branné moci. Po rozpuštění branné moci se začal živit jako prodejní úředník Auto Praga, Českomoravské-Kolben-Daněk v Uherském Hradišti. S Uherským Hradištěm byl pak spojen i jeho další život.

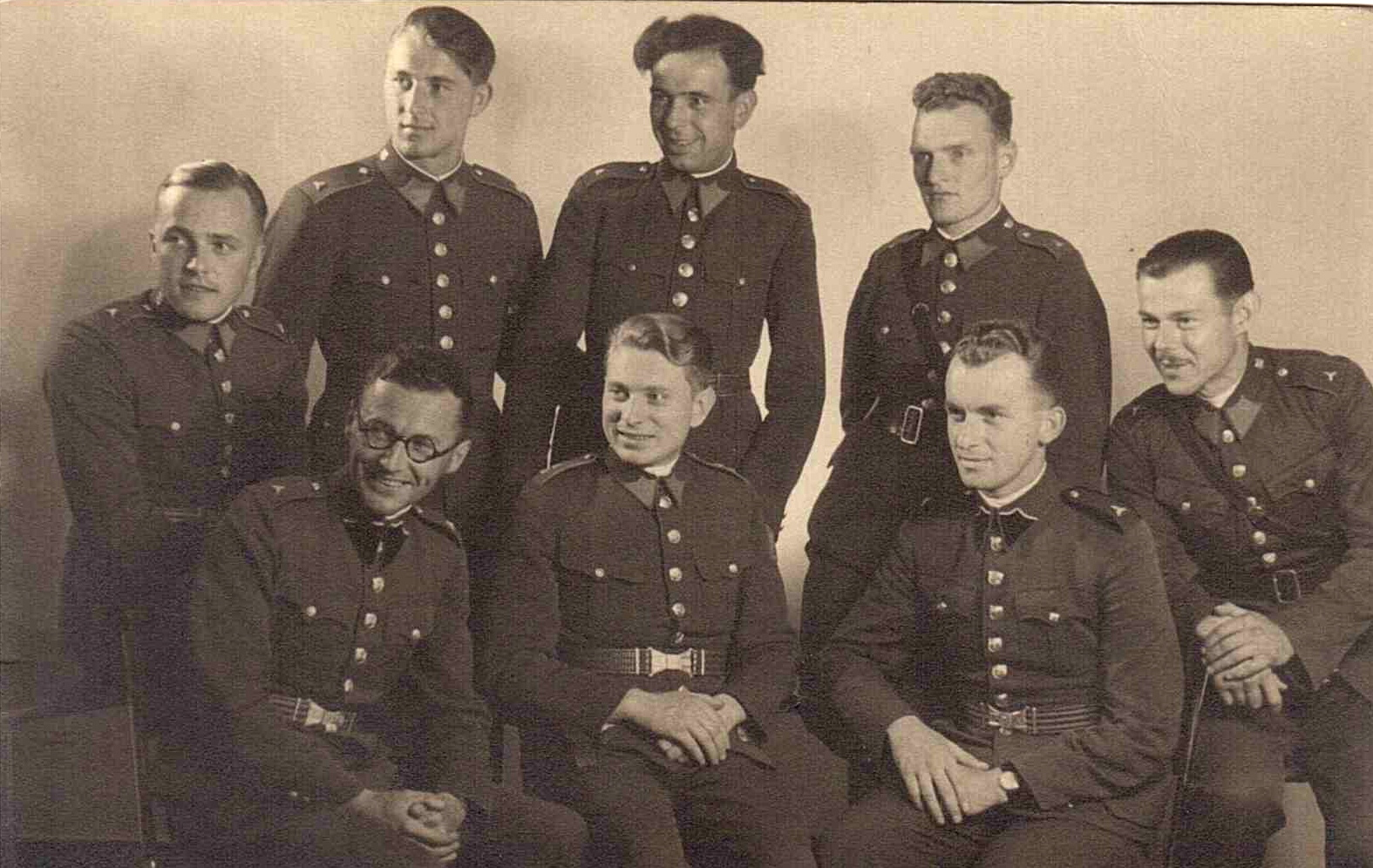
Oldřich Hejl (nahoře uprostřed) v důstojnické škole

### Vojenské hodnosti
- Podporučík v záloze – s účinností a pořadím od 1. ledna 1935[7]
- Nadporučík dělostřelectva – s účinností a pořadím od 28. října 1938
- Kapitán – s účinností a pořadím od 28. října 1941
- Štábní kapitán – s účinností a pořadím od 1. května 1942

## Odbojová činnost
Jako i pro většinu českého obyvatelstva byla i pro Oldřicha Hejla okupace Československa a zřízení protektorátu Čechy a Morava velkou ranou. Jako důstojník československé armády však nechtěl nečinně přihlížet destrukci národa a vlasti. Rozhodl se proto vstoupit do Obrany národa (ON), přesněji řečeno do její odnože na Uherskohradišťsku. Úlohou Obrany národa bylo přijímat další členy, propagovat protinacistické smýšlení, ale také sabotáže, získávání a ukrývaní zbraní, organizace přechodů přes státní hranici, apod. ON byla na Uherskohradišťsku rozdělena do několika skupin, které měly různé úkoly. Oldřich Hejl byl společně s poručíkem Jiřím Kličkou členem sabotážní skupiny, jejímž úkolem bylo vkládání časovaných náloží z Baťových laboratoří do vagónových zásilek, rušení výroby ve zbrojovkách, odcizování zbraní a granátů, odstraňování orientačních tabulí na silnicích, šíření infekčních chorob mezi nepřáteli, odcizování pošty pro gestapo a jiné sabotážní úkoly. Velké množství členů však bylo prozrazeno, i díky široké spolupráci občanů s gestapem a krutým vyslýchacím metodám. Největší ranou však bylo v roce 1940 objevení deníku Karla Nigeuna se jmény mnoha členů ON, který posléze posloužil jako důkaz v procesu se členy ON. Podobně jako více než 500 členů v Uherském Hradišti byl odhalen i Oldřich Hejl, který byl zatčen 16. dubna 1940.

## Věznění, odsouzení a smrt

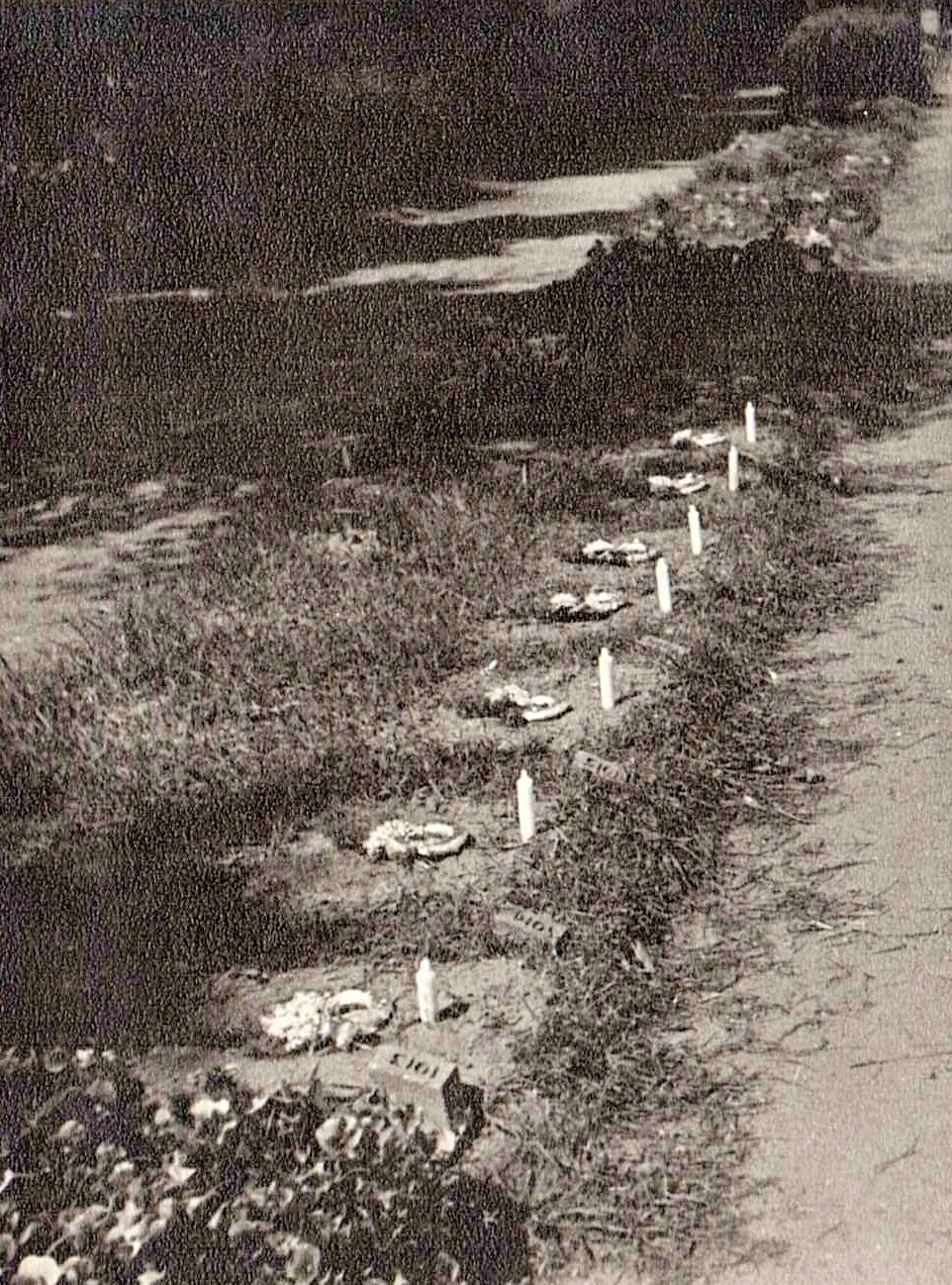
Hroby popravených ve Vratislavi (1943)

Po svém zatčení byl nejprve vězněn v Sušilových kolejích v Masarykově čtvrti v Brně, kde brněnské gestapo vytvořilo pro likvidaci Obrany národa zvláštní referáty II BM a II BM/SO, vedené komisařem Ewaldem Taudtem. Následně byl převezen do Kounicových kolejí v Brně-Žabovřeskách. Z Brna byl deportován do Vratislavi, kde byla hlavní věznice pro lidi odeslané brněnskou úřadovnou gestapa. Podmínky ve vratislavské věznici byly strašlivé – strava byla minimální, existovaly zde špatné hygienické podmínky, v zimním období lidé trpěli zimou. To vše mělo za následek smrt mnoha vězňů. Prováděly se zde také popravy gilotinou – stejný osud později zastihl i Oldřicha Hejla. Odtud byl převezen do věznice Mírov, která sloužila jako shromaždiště vězňů určených pro další transport. Mezitím byl 4. srpna 1942 odsouzen Lidových soudem v Berlíně k trestu smrti za přípravu velezrady vůči Říši. Poslední přesun podstoupil zpět do Vratislavi, kde čekal na vykonání rozsudku. Po tříměsíčním čekání byl 6. listopadu 1942 v 19:00 popraven. Jeho ostatky byly uloženy ve Vratislavi do hrobu pod číslem 1020.
Během svého pobytu ve věznicích byl vystavován krutému zacházení a výslechům. Zpočátku mu byly dovoleny balíčky osobních věcí a potravin od rodiny, později byla korespondence omezena na jeden dopis měsíčně. Ale ani nelidské zacházení nedokázalo zlomit jeho bojovného ducha. Velkou oporou mu byla víra v Boha a touha znovu obejmout své nejbližší. Jeho oblíbeným heslem bylo: „Po každé noci přijde den.“ od Shakespeara, které často doplňoval slovy: „Čím temnější noc, tím jasnější den.“ V dochované korespondenci nikdy neprojevoval slabost a pevně věřil v osvobození Československa, kterého se ale nedočkal. K rozveselení ostatních vězňů vedl na Mírově pěvecký kroužek, kde si spolu večer vězni zpívali slovácké písničky, a krátili tak dlouhý čas. Jeho oblíbeným popěvkem bylo: „Naši věrnost nic nezlomí“. I přes veškerou snahu rodiny a četná odvolání nebyl propuštěn a veškeré námitky byly zamítnuty.

## Návrat do rodné vlasti
Po druhé světové válce byly jeho ostatky převezeny zpět do Československa a 6. července 1946 byly v Lomnici pohřbeny s vojenskými poctami. Pohřbu se kromě rodiny zúčastnily stovky spoluobčanů, přátel a kolegů.

Pohřeb por. Hejla
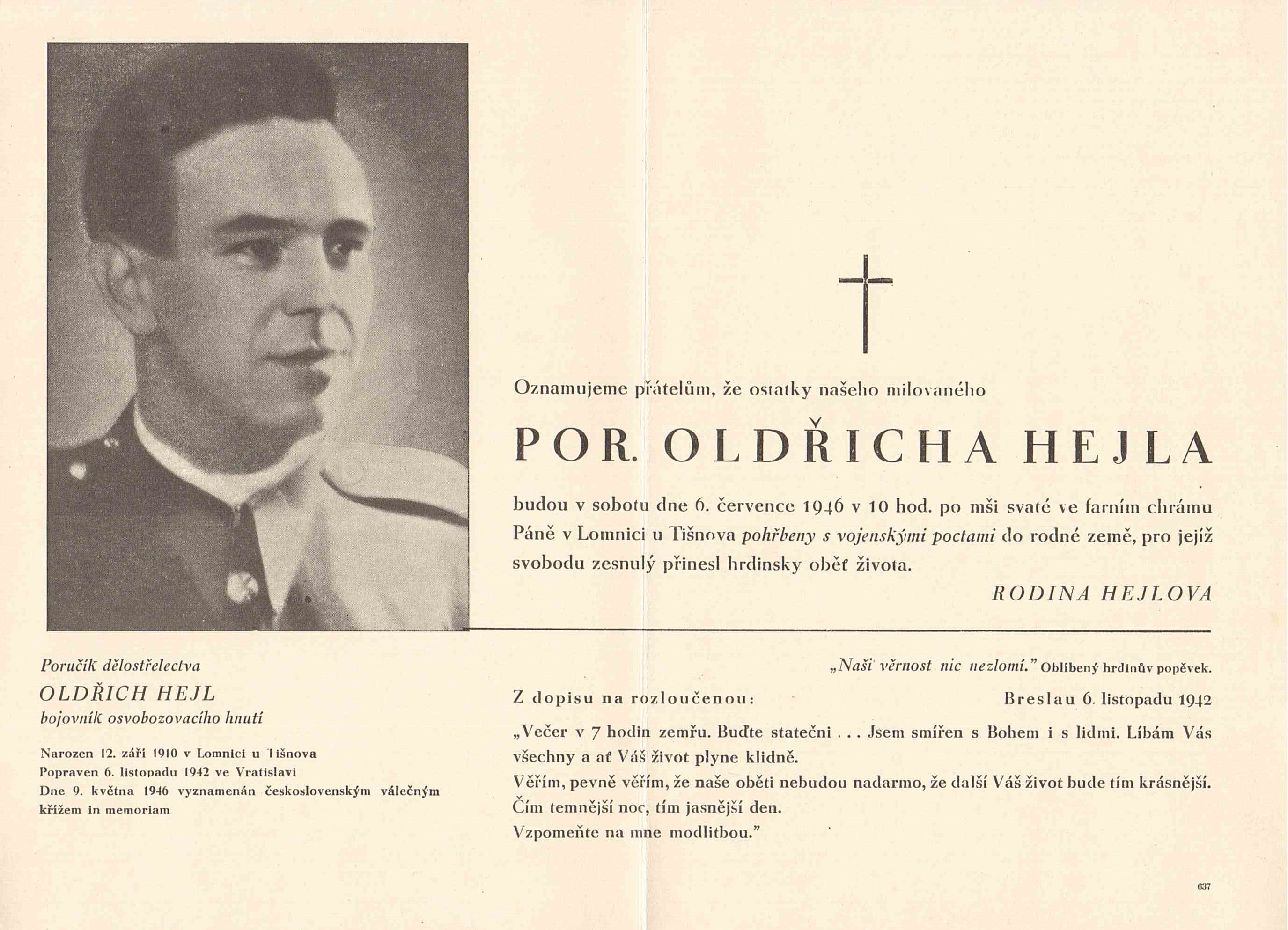
Smuteční oznámení
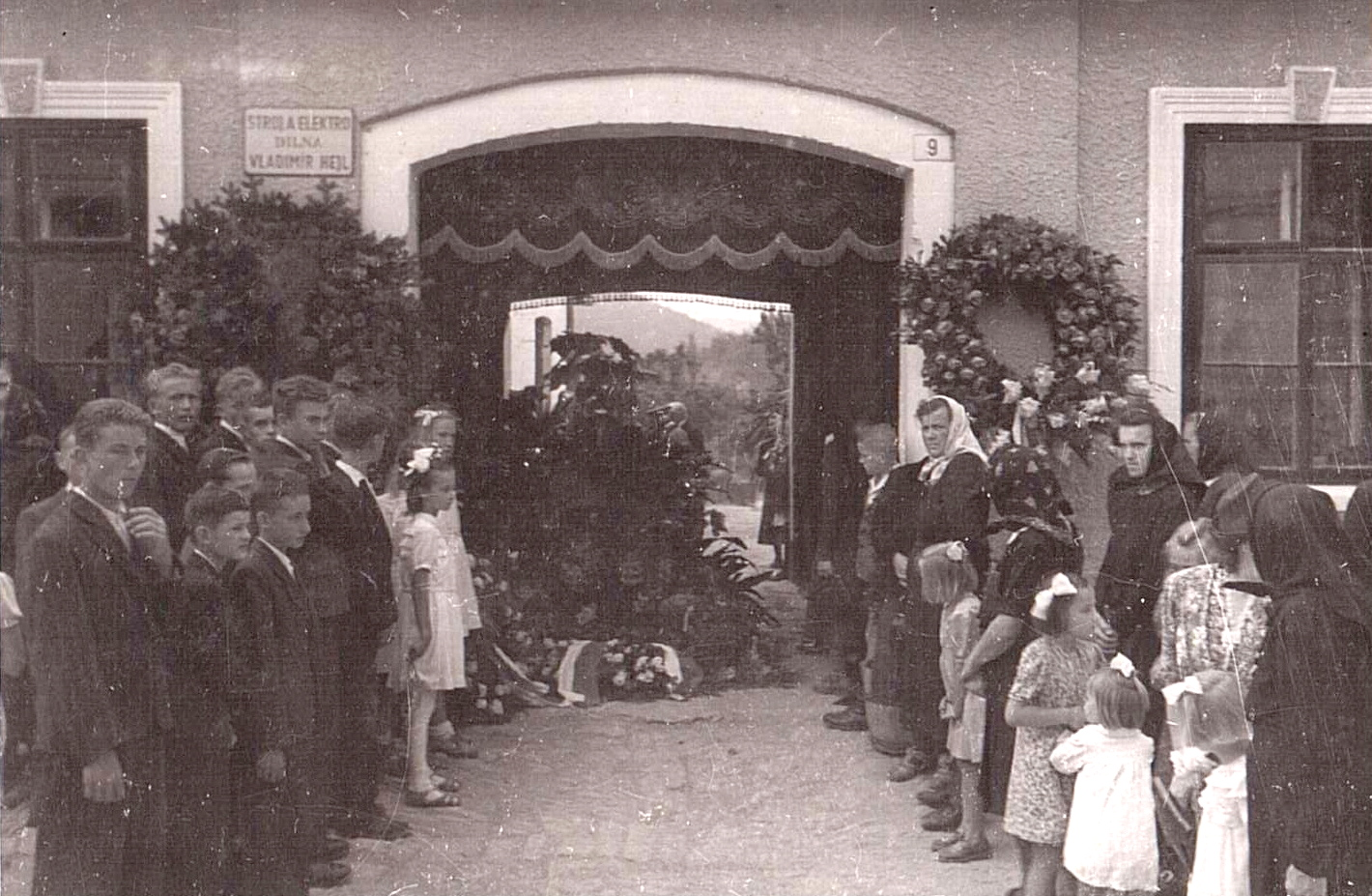
Před rodným domem č. 9 v Lomnici
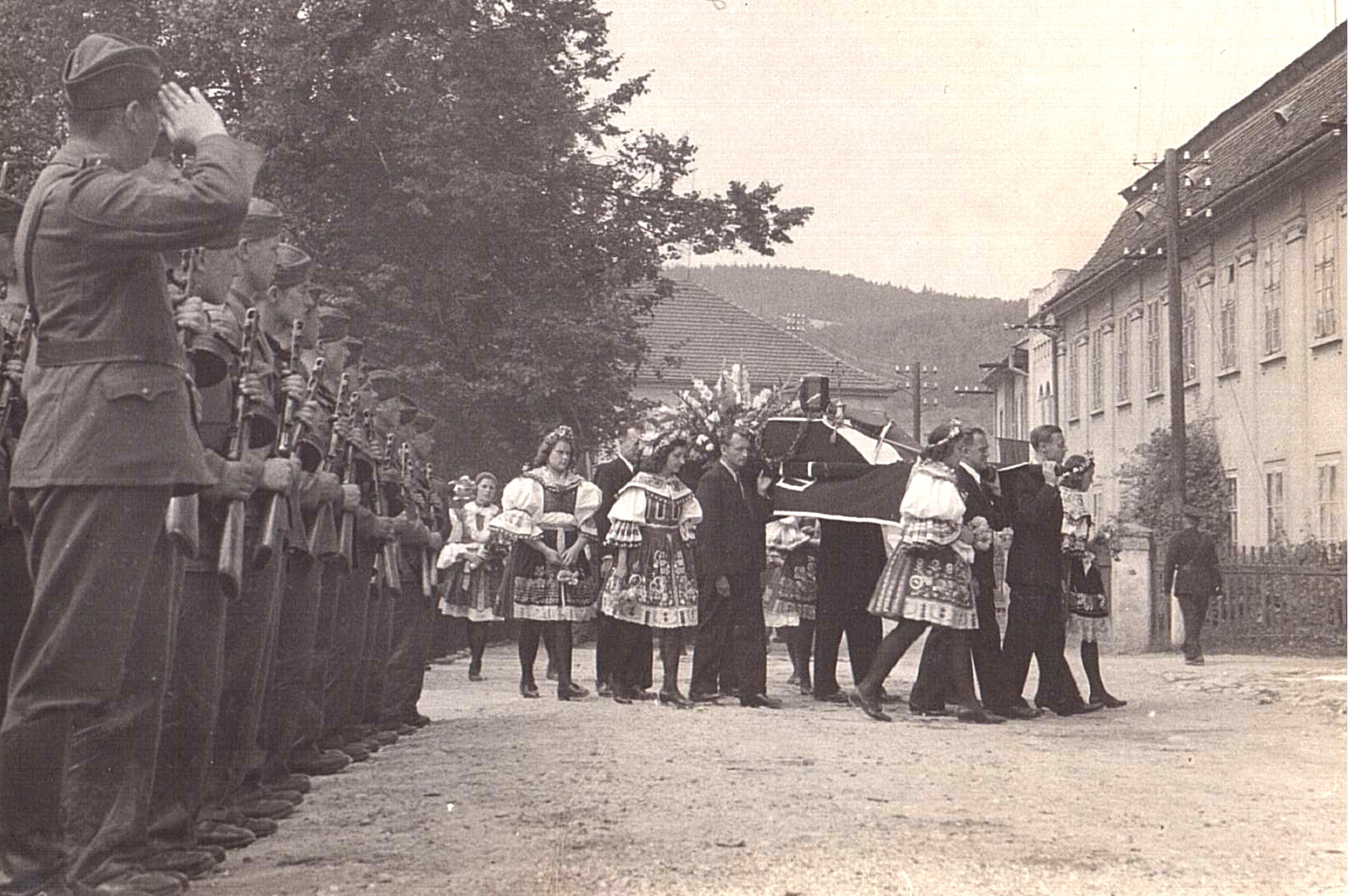
Smuteční průvod
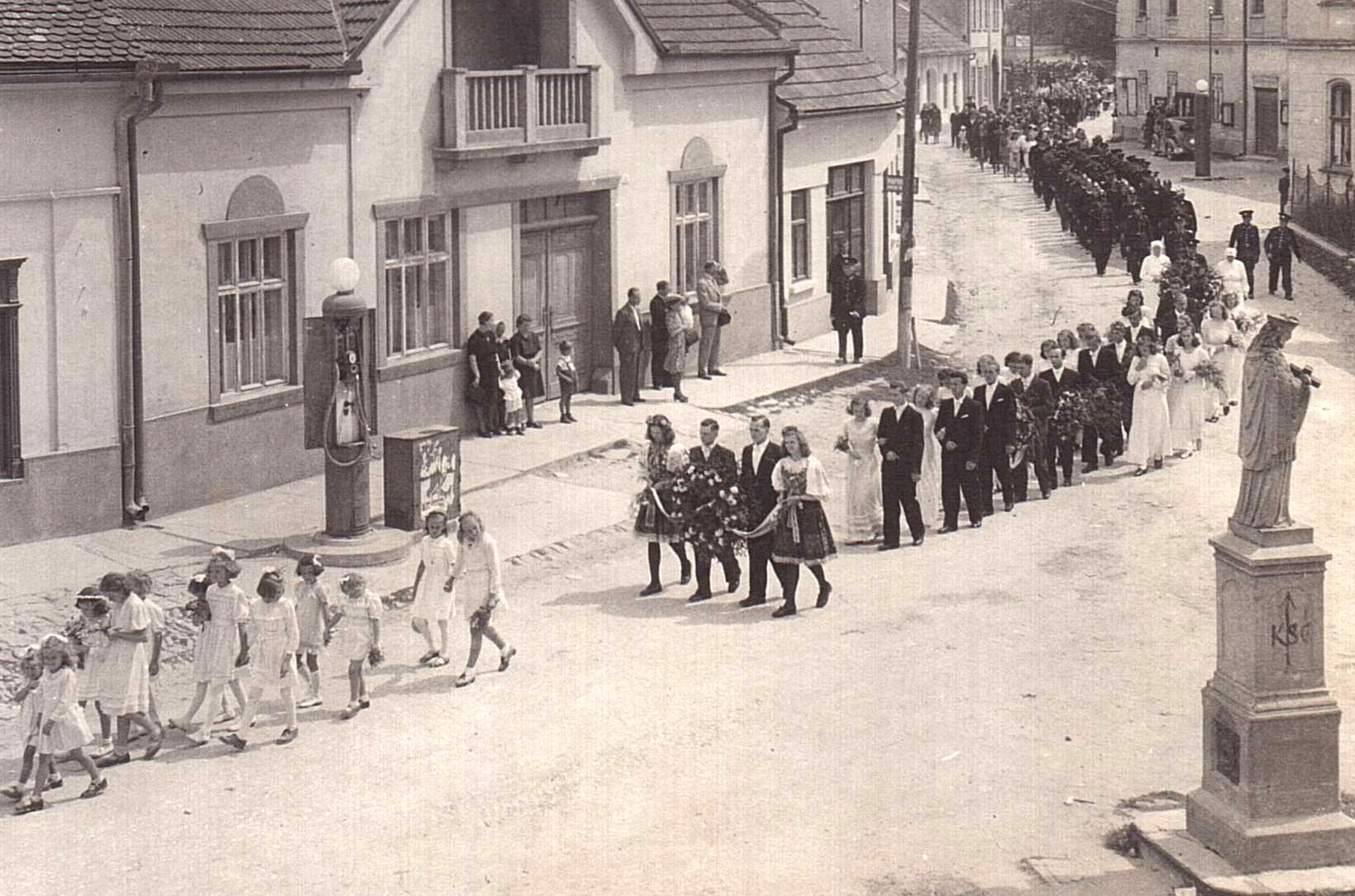
Smuteční průvod
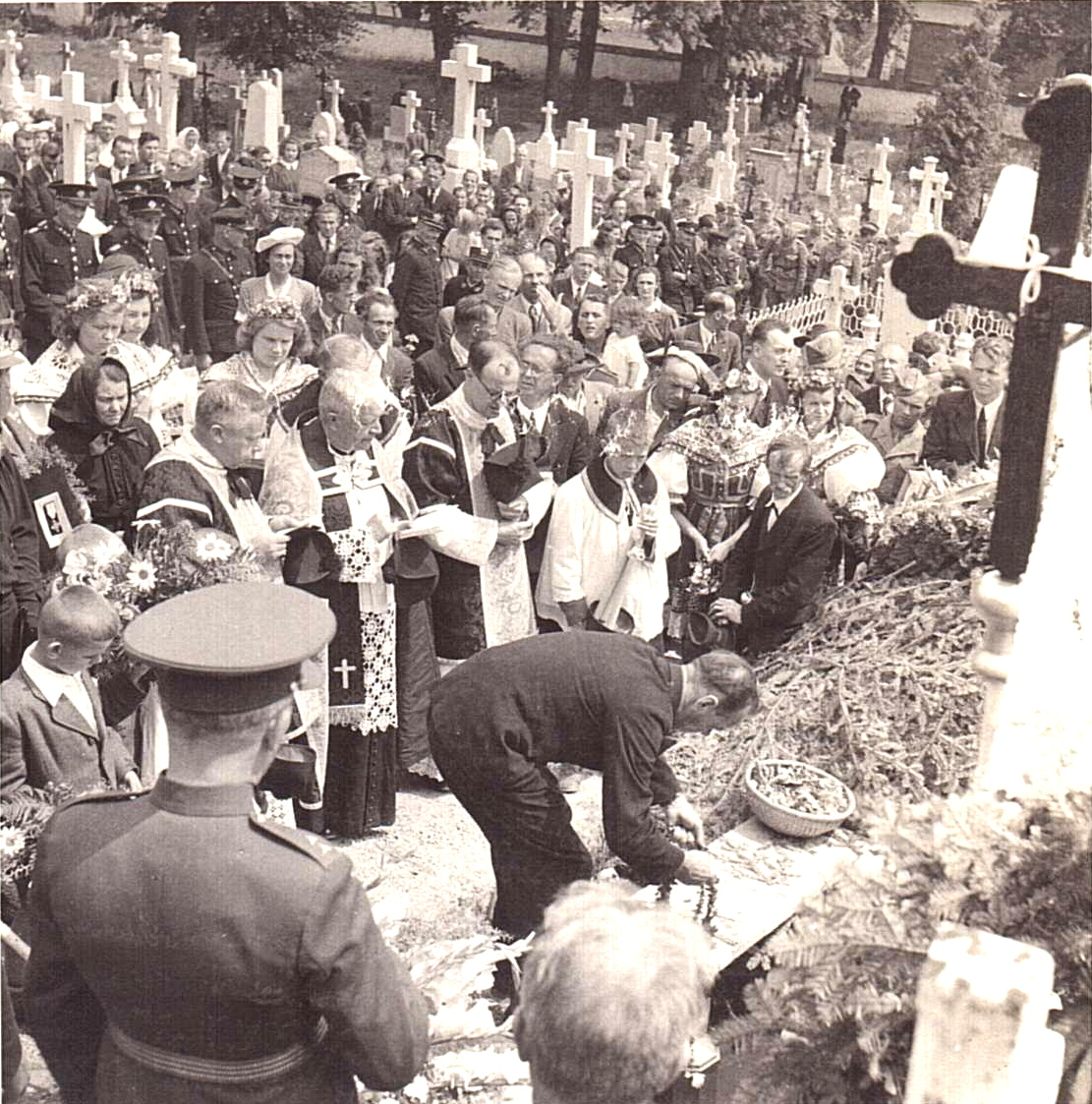
U hrobu por. Hejla
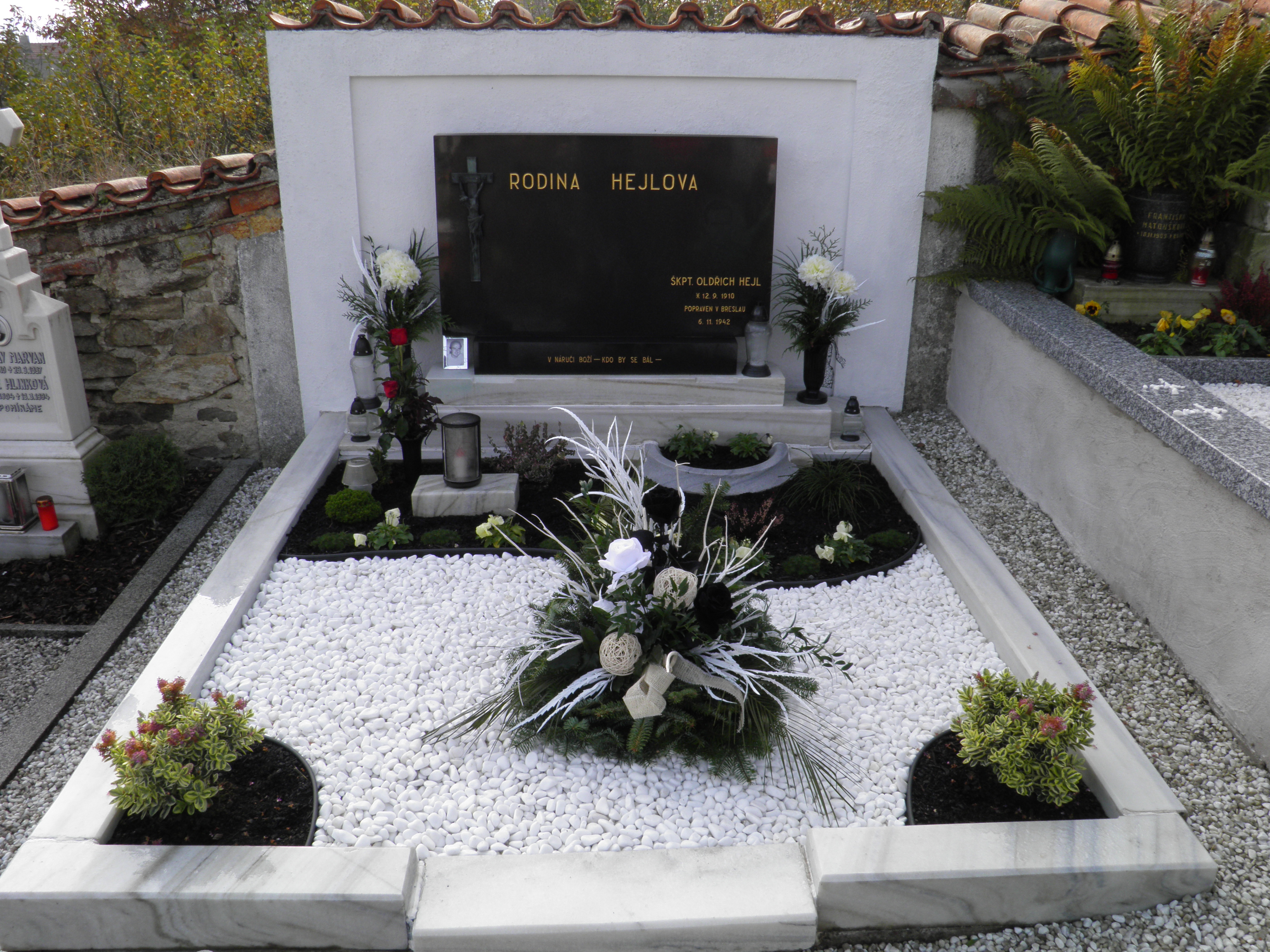
Hrob v roce 2015

## Vyznamenání
- Československý válečný kříž 1939 in memoriam - vyznamenán dne 9. května 1946
- Pamětní odznak druhého národního odboje

## Památníky
- Lomnice – náměstí Palackého[9]
- Uherské Hradiště – náměstí Míru[10]